# Беркут (компания)
Bercut (ООО Научно-производственная фирма «Беркут») — один из ведущих поставщиков IT-решений и бизнес-продуктов для операторов связи и провайдеров услуг. Юридически зарегистрирована 23 декабря 1997 года в Санкт-Петербурге, осуществляет деятельность с 1995 года.

## История
Bercut начала свою деятельность в 1995 году с разработки Пульт дежурного — системы компьютерной и телефонной областей (компьютерно-телефонная интеграция) для государственных структур и любых диспетчерских служб производственных предприятий.
В 1996 году компанией была разработана система интегрированного обслуживания абонентов Bercut Call Center и система многоканальной записи Bercut Silent Writer, которая могла записывать и хранить весь объём звуковой информации. Благодаря этому службы смогли ввести полную обработку информации, поступающей по любым линиям телефонной сети, радиоканала, с микрофона и т.д. На базе этого оборудования работали городские справочно-информационные службы, а также службы скорой помощи «03».
В 1998 году к числу клиентов Bercut присоединилась городская сервисная служба Санкт-Петербурга "007.
В 2000 году система «Bercut SMSC», позволяющая оператору предоставлять этот сервис своим абонентам, была установлена в Калининграде, Самаре, Иркутске, Челябинске, Ульяновске, а также в Финляндии (Фирма WCL стандарт GSM). «Bercut SMSC» была также установлена оператором «Московская Сотовая Связь».
В 2002 система Bercut Call Сenter CRM была установлена оператору группы СМАРТС в Чувашии. В 2002 компанией была разработана интеллектуальная платформа (IN-платформа), в состав которой вошли SCP, SSP, SRP, контроллеры второго поколения CPT-02-PCI. Bercut получил сертификат соответствия Nokia, IN@Voice установлен у датского оператора сотовой связи Kall Telecom (сейчас Nema). В 2002 году компания Bercut первой выпустила на рынок полностью российский SMS центр и представила на телекоммуникационный рынок СНГ возможности USSD Фазы 2.
В 2003 году Seagate авторизовал Bercut в качестве Seagate Storage Partner. Bercut и российская компания «Орга Зеленоград» представили совместную разработку: технологию JUST.
С начала работы на рынке Российской Федерации в 2003 году, шведская группа компаний Tele2 использовала программные продукты Bercut. В 2005 году Tele2 запустили международный Callback-роуминг и снизил расходы клиентов на звонки в заграничных поездках, что стало возможным, в частности, благодаря внедрению услуги на системах Bercut. История сотрудничества компаний насчитывает более 17 лет. За это время Tele2 нарастила абонентскую базу в России до 44,6 млн человек.
25 сентября 2019 года оператор мобильной связи Tele2 совместно с поставщиком BSS-решений (Business Support Systems) Bercut внедрили уникальную для российского телеком-рынка платформу «Маркет Tele2» на базе биллинговой системы IN@Voice.
12 февраля 2020 года ПАО «Ростелеком» заключило с ПАО «Банк ВТБ» и консорциумом инвесторов юридически обязывающие соглашения по приобретению 55 % долей ООО «Т2 РТК Холдинг». Расчеты и переход права собственности в рамках сделки по консолидации 100 % долей были завершены 16 марта 2020 года. Так, в феврале 2020 года, Bercut вошел в состав группы компаний «Ростелеком».
«Экспертиза Bercut позволяет быстро создавать инновационные решения и сервисы, обладающие высокой коммерческой ценностью и способные усилить позиции „Ростелеком“ в сегменте мобильного бизнеса. Кроме того, компания располагает компетенциями для масштабирования технологических решений за пределы телеком-отрасли», — говорит генеральный директор Bercut Андрей Богданов.

### Команда
В 2019 году генеральным директором Bercut был назначен Андрей Богданов.